# Przyjazny Kraków

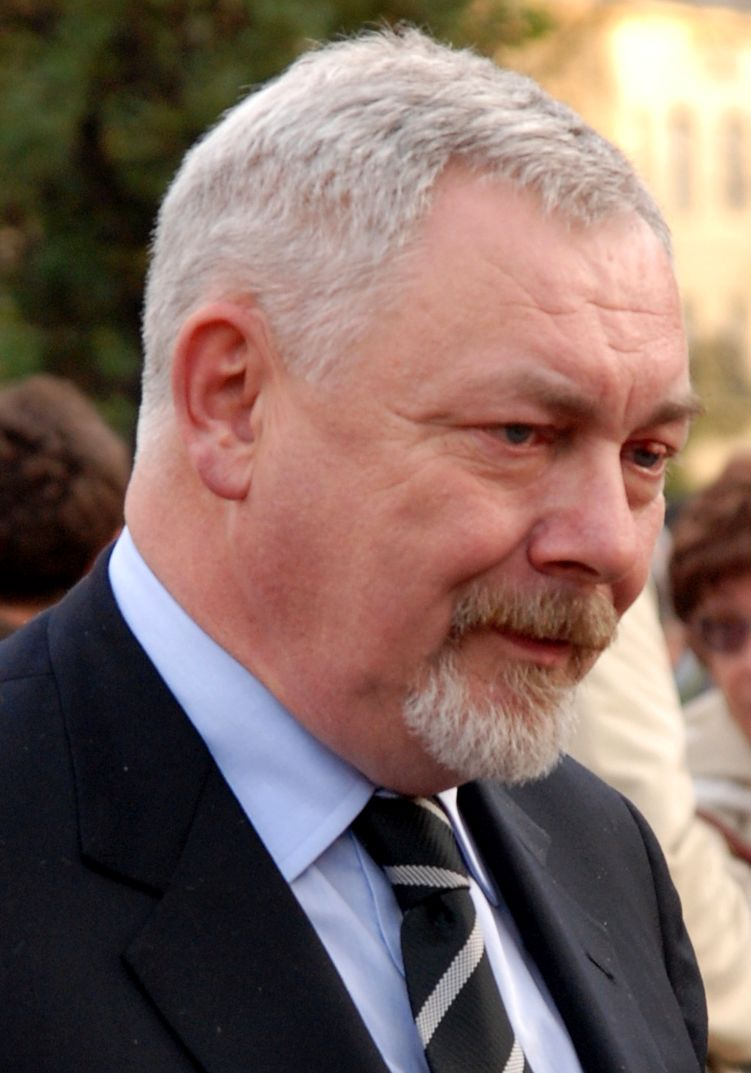
Jacek Majchrowski (2009)

Przyjazny Kraków – polskie stowarzyszenie polityczne z siedzibą w Krakowie, związane z prezydentem miasta Jackiem Majchrowskim.
Działało od 2002 roku. Jego pierwszym prezesem był prof. Jacek Dubiel, a do grona sympatyków zaliczani byli m.in. Stefan Jurczak i Aleksander Krawczuk.
W latach 2010–2024 roku stowarzyszenie wprowadzało swoich radnych do Rady Miasta Krakowa:
| Wybory | Kadencja      | Radni |
| ------ | ------------- | ----- |
| 2010   | VI kadencja   | 7     |
| 2014   | VII kadencja  | 6     |
| 2018   | VIII kadencja | 9     |

Wśród radnych Przyjaznego Krakowa znaleźli się m.in.: Anna Prokop-Staszecka, Kazimierz Chrzanowski i Rafał Komarewicz.